# 安东尼奥·阿格达斯
安东尼奥·阿格达斯·门迭塔（西班牙語：Antonio Arguedas Mendieta；1928年6月13日—2000年2月22日），是玻利维亚的内政部长。1965年成为美国中央情报局的线人。1970年他带着切·格瓦拉的日记和双手及面具投奔古巴，将切·格瓦拉的事迹展现给全世界。